# Росош (Груєцький повіт)
Росош (пол. Rososz) — село в Польщі, у гміні Хинув Груєцького повіту Мазовецького воєводства.
Населення — 82 особи (2011).
У 1975-1998 роках село належало до Радомського воєводства.

## Демографія
Демографічна структура станом на 31 березня 2011 року:
|          | Загалом | Допрацездатний вік | Працездатний вік | Постпрацездатний вік |
| -------- | ------- | ------------------ | ---------------- | -------------------- |
| Чоловіки | 42      | 10                 | 28               | 4                    |
| Жінки    | 40      | 7                  | 19               | 14                   |
| Разом    | 82      | 17                 | 47               | 18                   |